# Унешић
Унешић је насељено мјесто и средиште истоимене општине у Далмацији, у Шибенско-книнској жупанији, Република Хрватска.

## Географија
Унешић се налази око 18 км јужно од Дрниша.

## Историја
До територијалне реорганизације у Хрватској насеље се налазило у саставу бивше велике општине Дрниш.

## Становништво
Према попису становника из 2011. године, насеље Унешић је имало 320 становника.
| Демографија | Демографија | Демографија |
| Година      | Становника  | Становника  |
| ----------- | ----------- | ----------- |
| 1961.       | 802         |             |
| 1971.       | 860         |             |
| 1981.       | 698         |             |
| 1991.       | 550         |             |
| 2001.       | 387         |             |
| 2011.       |             | 320         |

## Попис 1991.
На попису становништва 1991. године, насељено место Унешић је имало 550 становника, следећег националног састава:
| Попис 1991.‍ | Попис 1991.‍ | Попис 1991.‍ | Попис 1991.‍ | Попис 1991.‍ |
| ----------- | ----------- | ----------- | ----------- | ----------- |
|             |             |             |             |             |
| Хрвати      | Хрвати      |             | 547         | 99,45%      |
| Чеси        | Чеси        |             | 1           | 0,18%       |
| остали      | остали      |             | 1           | 0,18%       |
| непознато   | непознато   |             | 1           | 0,18%       |
| укупно: 550 |             |             |             |             |